# Saint-Agnan-sur-Erre
Saint-Agnan-sur-Erre är en kommun i departementet Orne i regionen Normandie i nordvästra Frankrike. Kommunen ligger i kantonen Le Theil som tillhör arrondissementet Mortagne-au-Perche. År 2018 hade Saint-Agnan-sur-Erre 172 invånare.

## Befolkningsutveckling
Antalet invånare i kommunen Saint-Agnan-sur-Erre
| Referens: INSEE |